# Cavese 1919 2020-2021
Questa voce raccoglie le informazioni riguardanti la Cavese 1919 nelle competizioni ufficiali della stagione 2020-2021.

## Stagione
Nella stagione 2020-2021 la Cavese disputa il girone C del campionato di Serie C, raccoglie 23 punti con l'ultimo posto in classifica, retrocedendo in Serie D. Sono stati quattro i tecnici che si sono succeduti sulla panchina campana nell'intento, non riuscito, di mantenere la categoria. Per questa stagione non si è disputata la Coppa Italia di Serie C.

## Divise e sponsor
Lo sponsor tecnico per la stagione 2020-2021 è Givova. Gli sponsor ufficiali sono Bolva Led TV e Graetz (nel retro sotto la numerazione). 
| Casa | Trasferta |

## Rosa
| N. |                      | Ruolo | Calciatore                 |
| -- | -------------------- | ----- | -------------------------- |
| 1  | Italia (bandiera)    | P     | Luca Bisogno               |
| 2  | Italia (bandiera)    | D     | Emmanuele Matino           |
| 3  | Italia (bandiera)    | D     | Niccolò Ricchi             |
| 4  | Italia (bandiera)    | C     | Andrea Migliorini          |
| 4  | Argentina (bandiera) | C     | Federico Scoppa            |
| 5  | Italia (bandiera)    | C     | Luca Lulli                 |
| 7  | Italia (bandiera)    | C     | Andrea Russotto            |
| 7  | Italia (bandiera)    | C     | Simone De Marco            |
| 8  | Italia (bandiera)    | C     | Francesco Favasuli         |
| 9  | Italia (bandiera)    | A     | Andrea De Paoli            |
| 10 | Italia (bandiera)    | A     | Claudio De Rosa (capitano) |
| 11 | Romania (bandiera)   | C     | Mihael Onişa               |
| 12 | Italia (bandiera)    | P     | Alessandro D'Andrea        |
| 13 | Italia (bandiera)    | D     | Manuel Marzupio            |
| 14 | Italia (bandiera)    | D     | Giovanni Donzetti          |
| 15 | Italia (bandiera)    | C     | Marco Cuccurullo           |
| 16 | Italia (bandiera)    | C     | Alessandro De Luca         |
| 16 | Italia (bandiera)    | D     | Alberto Senese             |
| 17 | Italia (bandiera)    | D     | Salvatore Tazza            |
| 17 | Italia (bandiera)    | A     | Alessandro Gatto           |
| 18 | Italia (bandiera)    | C     | Giuseppe Montaperto        |
| 19 | Italia (bandiera)    | A     | Enrico Oviszach            |
| 20 | Italia (bandiera)    | A     | Domenico Germinale         |
| 21 | Italia (bandiera)    | C     | Antonio Matera             |
| 22 | Italia (bandiera)    | P     | Gennaro Paduano            |

| N. |                            | Ruolo | Calciatore          |
| -- | -------------------------- | ----- | ------------------- |
| 23 | Italia (bandiera)          | C     | Gerardo Di Gilio    |
| 24 | Italia (bandiera)          | A     | Riccardo Forte      |
| 26 | Italia (bandiera)          | D     | Paolo Cannistrà     |
| 26 | Italia (bandiera)          | D     | Andrea De Vito      |
| 27 | Italia (bandiera)          | D     | Ciro De Franco      |
| 28 | Italia (bandiera)          | C     | Christian Nunziante |
| 29 | Francia (bandiera)         | C     | Karim Zedadka       |
| 30 | Italia (bandiera)          | A     | Thomas Riviera      |
| 31 | Italia (bandiera)          | C     | Gianluca Esposito   |
| 31 | Italia (bandiera)          | A     | Elio Calderini      |
| 32 | Italia (bandiera)          | C     | Giuseppe Mirante    |
| 33 | Italia (bandiera)          | P     | Ciro Luca Vivace    |
| 34 | Italia (bandiera)          | C     | Marco Pompetti      |
| 35 | Italia (bandiera)          | A     | Yuri Senesi         |
| 36 | Italia (bandiera)          | D     | Francesco Semeraro  |
| 37 | Italia (bandiera)          | A     | Francesco Vivacqua  |
| 38 | Italia (bandiera)          | P     | Stefano Russo       |
| 39 | Italia (bandiera)          | D     | Antonio Granata     |
| 40 | Argentina (bandiera)       | A     | Sergio Bubas        |
| 41 | Italia (bandiera)          | P     | Matteo Kucich       |
| 42 | Albania (bandiera)         | D     | Ertijon Gega        |
| 43 | Italia (bandiera)          | D     | Nicola Lancini      |
| 44 | Rep. Dominicana (bandiera) | D     | Antonio Natalucci   |
| 45 | Italia (bandiera)          | A     | Federico Gerardi    |

## Calciomercato

### Sessione estiva(dal 01/09 al 05/10)
| Acquisti | Acquisti              | Acquisti         | Acquisti      |
| R.       | Nome                  | da               | Modalità      |
| -------- | --------------------- | ---------------- | ------------- |
| D        | Paolo Cannistrà       | SPAL             | prestito      |
| D        | Ciro De Franco        | Monopoli         | svincolato    |
| D        | Alessandro Gargiulo   | Bitonto          | fine prestito |
| D        | Ertijon Gega          | Teramo           | svincolato    |
| D        | Antonio Granata       | Salernitana      | definitivo    |
| D        | Emmanuele Matino      | Parma            | definitivo    |
| D        | Niccolò Ricchi        | Empoli           | svincolato    |
| D        | Francesco Semeraro    | Ascoli           | prestito      |
| D        | Salvatore Tazza       | Benevento        | definitivo    |
| C        | Marco Cuccurullo      | Benevento        | prestito      |
| C        | Gianluca Esposito     | Fermana          | svincolato    |
| C        | Gianmaria Guadagno    | Sangiustese      | fine prestito |
| C        | Andrea Migliorini     | Lecco            | svincolato    |
| C        | Giuseppe Montaperto   | Empoli           | prestito      |
| C        | Mihael Onişa          | Torino           | prestito      |
| C        | Enrico Oviszach       | Udinese          | prestito      |
| C        | Marco Pompetti        | Inter            | prestito      |
| C        | Karim Zedadka         | Napoli           | prestito      |
| A        | Antonio Arpaia        | Vis Artena       | fine prestito |
| A        | Andrea De Paoli       | Rieti            | svincolato    |
| A        | Daniele Dibari        | Marina di Ragusa | fine prestito |
| A        | Enrico Forte          | Milan            | definitivo    |
| A        | Francesco Gancitano   | Trapani          | svincolato    |
| A        | Salvatore Sandomenico | Avellino         | fine prestito |
| A        | Antonio Santarpia     | Vis Artena       | fine prestito |
| A        | Yuri Senesi           | Venezia          | prestito      |
| A        | Francesco Vivacqua    |                  | svincolato    |

| Cessioni | Cessioni                | Cessioni     | Cessioni      |
| R.       | Nome                    | a            | Modalità      |
| -------- | ----------------------- | ------------ | ------------- |
| P        | Alessio Abibi           | Kastrioti    | svincolato    |
| P        | Matteo Kucich           | Pisa         | fine prestito |
| D        | Andrea Badan            | Verona       | fine prestito |
| D        | Claudio Galfano         | Dattilo Noir | svincolato    |
| D        | Alessandro Gargiulo     | Sorrento     | definitivo    |
| D        | Lino Marzorati          | Lecco        | svincolato    |
| D        | Vincenzo Polito         |              | svincolato    |
| D        | Gabriele Rocchi         | Avellino     | svincolato    |
| D        | Riccardo Spaltro        | SPAL         | fine prestito |
| C        | Danilo Bulevardi        | Legnago      | svincolato    |
| A        | Simone Addessi          | Messina      | svincolato    |
| A        | Christian Cesaretti     | Paganese     | definitivo    |
| A        | Gianluigi Chiacchio     | Puteolana    | svincolato    |
| A        | Salvatore Sandomenico   | Turris       | svincolato    |
| A        | Antonio Santarpia       | Taranto      | svincolato    |
| A        | Miguel Ángel Sainz-Maza | Gubbio       | svincolato    |

### Operazioni tra le due sessioni
| Acquisti | Acquisti      | Acquisti | Acquisti   |
| R.       | Nome          | da       | Modalità   |
| -------- | ------------- | -------- | ---------- |
| P        | Stefano Russo |          | svincolato |

| Cessioni | Cessioni | Cessioni | Cessioni |
| R.       | Nome     | a        | Modalità |
| -------- | -------- | -------- | -------- |

### Sessione invernale(dal 04/01 al 01/02)
| Acquisti | Acquisti          | Acquisti     | Acquisti   |
| R.       | Nome              | da           | Modalità   |
| -------- | ----------------- | ------------ | ---------- |
| P        | Matteo Kucich     | Pisa         | prestito   |
| D        | Andrea De Vito    | Fano         | definitivo |
| D        | Nicola Lancini    | Mestre       | definitivo |
| D        | Antonio Natalucci | Triestina    | prestito   |
| D        | Alberto Senese    | Napoli       | prestito   |
| C        | Simone De Marco   |              | svincolato |
| C        | Federico Scoppa   | L.R. Vicenza | definitivo |
| A        | Sergio Bubas      | Juve Stabia  | prestito   |
| A        | Elio Calderini    | Carrarese    | definitivo |
| A        | Alessandro Gatto  | Catania      | prestito   |
| A        | Federico Gerardi  | Gubbio       | definitivo |

| Cessioni | Cessioni            | Cessioni         | Cessioni      |
| R.       | Nome                | a                | Modalità      |
| -------- | ------------------- | ---------------- | ------------- |
| P        | Luca Bisogno        | Viterbese        | fine prestito |
| D        | Paolo Cannistrà     | SPAL             | fine prestito |
| D        | Gianluca Esposito   | Ravenna          | svincolato    |
| D        | Antonio Granata     | Puteolana        | svincolato    |
| D        | Salvatore Tazza     | Bisceglie        | svincolato    |
| C        | Alessandro De Luca  | Giugliano        | svincolato    |
| C        | Andrea Migliorini   | Lavello          | svincolato    |
| C        | Giuseppe Mirante    | Olympia Agnonese | prestito      |
| C        | Mihael Onişa        | Torino           | fine prestito |
| C        | Enrico Oviszach     | Udinese          | fine prestito |
| C        | Andrea Russotto     | Catania          | definitivo    |
| C        | Karim Zedadka       | Napoli           | fine prestito |
| A        | Andrea De Paoli     | Monopoli         | definitivo    |
| A        | Francesco Gancitano | Rotonda          | svincolato    |
| A        | Domenico Germinale  | Vis Pesaro       | definitivo    |

## Risultati

### Serie C

#### Girone di andata
| Arbitro: | Calzavara (Varese) |

|  |           |            |
|  | Marcatori | 58’ Mattei |

| Arbitro: | Pirrotta (Barcellona Pozzo di Gotto) |

|  |           |                    |
|  | Marcatori | 53’ (rig.) De Rosa |

| Arbitro: | Colombo (Como) |

|                                  |           |                                 |
| De Paoli 60’ (rig.) R. Forte 87’ | Marcatori | 24’, 90’ Celiento 81’ Antenucci |

| Pagani 11 ottobre 2020, ore 17:30 CEST 4ª giornata | Paganese          | 0 – 0 referto | Cavese | Stadio Marcello Torre (0 spett.)\| Arbitro: \| Giaccaglia (Jesi) \| |
| Arbitro:                                           | Giaccaglia (Jesi) |               |        |                                                                     |

| Arbitro: | Rutella (Enna) |

|  |           |                          |
|  | Marcatori | 4’ Tounkara 34’ A. Rossi |

| Arbitro: | Cosso (Reggio Calabria) |

|                               |           |  |
| Mastalli 60’ Vallocchia 90+4’ | Marcatori |  |

| Arbitro: | Angelucci (Foligno) |

|  |           |            |
|  | Marcatori | 32’ Giorno |

| Arbitro: | Di Graci (Como) |

|                                         |           |                                          |
| Cianci 25’, 41’ Di Somma 37’ Baclet 81’ | Marcatori | 11’ Russotto 60’, 65’ Senesi 67’ De Rosa |

| Arbitro: | Tremolada (Monza) |

|  |           |                                                                 |
|  | Marcatori | 5’ (rig.) Falletti 49’, 51’ Vantaggiato 64’ Proietti 76’ Furlan |

| 11 novembre 2020 10ª giornata |  | – Turno di riposo Cavese |  |  |

| Arbitro: | Ubaldi (Roma) |

|  |           |               |
|  | Marcatori | 55’ A. Curcio |

| Arbitro: | Costanza (Agrigento) |

|                          |           |                        |
| Risolo 62’ Di Piazza 85’ | Marcatori | 90+2’ (rig.) Germinale |

| Arbitro: | Arace (Lugo di Romagna) |

|  |           |             |
|  | Marcatori | 85’ Carillo |

| Arbitro: | Fontani (Siena) |

|              |           |              |
| Pecorino 35’ | Marcatori | 58’ Russotto |

| Cava de' Tirreni 13 dicembre 2020, ore 15:00 CET 15ª giornata | Cavese             | 0 – 0 referto | Virtus Francavilla | Stadio Simonetta Lamberti (0 spett.)\| Arbitro: \| Frascaro (Firenze) \| |
| Arbitro:                                                      | Frascaro (Firenze) |               |                    |                                                                          |

| Arbitro: | Giordano (Novara) |

|                  |           |              |
| Cappa 81’ (rig.) | Marcatori | 52’ Russotto |

| Arbitro: | Emmanuele (Pisa) |

|                            |           |  |
| Giannone 19’ Lorenzini 81’ | Marcatori |  |

| Arbitro: | Maranesi (Ciampino) |

|  |           |             |
|  | Marcatori | 90+2’ Rauti |

| Arbitro: | Giaccaglia (Jesi) |

|           |           |  |
| Adamo 10’ | Marcatori |  |

#### Girone di ritorno
| Arbitro: | Scatena (Avezzano) |

|             |           |           |
| Berardi 19’ | Marcatori | 20’ Bubas |

| Arbitro: | Galipò (Firenze) |

|                                      |           |                      |
| Bubas 11’ (rig.), 64’ Montaperto 70’ | Marcatori | 22’ (rig.) Cittadino |

| Arbitro: | Delrio (Reggio Emilia) |

|            |           |           |
| D'Ursi 72’ | Marcatori | 44’ Bubas |

| Arbitro: | Carella (Bari) |

|            |           |  |
| Gerardi 3’ | Marcatori |  |

| Arbitro: | Ferrieri Caputi (Livorno) |

|            |           |  |
| Murilo 68’ | Marcatori |  |

| Arbitro: | Zufferli (Udine) |

|           |           |                               |
| Bubas 20’ | Marcatori | 41’ (rig.) Marotta 86’ Troest |

| Arbitro: | Moriconi (Roma) |

|              |           |  |
| De Paoli 85’ | Marcatori |  |

| Arbitro: | Natilla (Molfetta) |

|  |           |                          |
|  | Marcatori | 35’ Romero 84’ Salvemini |

| Arbitro: | Pirrotta (Barcellona Pozzo di Gotto) |

|                                                                              |           |                       |
| Vantaggiato 17’, 24’ Peralta 38’, 74’ Laverone 48’ Suagher 64’ Partipilo 89’ | Marcatori | 52’ Scoppa 76’ Ricchi |

| 7 marzo 2021 29ª giornata |  | – Turno di riposo Cavese |  |  |

| Arbitro: | Cavaliere (Paola) |

|           |           |  |
| Baldé 20’ | Marcatori |  |

| Arbitro: | Fiero (Pistoia) |

|  |           |             |
|  | Marcatori | 23’ Porcino |

| Arbitro: | Scarpa (Collegno) |

|                              |           |             |
| Pacilli 54’ (rig.) Longo 89’ | Marcatori | 27’ Gerardi |

| Arbitro: | Bitonti (Bologna) |

|  |           |                          |
|  | Marcatori | 48’ Giosa 80’ Dall'Oglio |

| Arbitro: | Pashuku (Albano Laziale) |

|              |           |  |
| Nunzella 69’ | Marcatori |  |

| Arbitro: | Repace (Perugia) |

|            |           |  |
| Matino 23’ | Marcatori |  |

| Arbitro: | Vergaro (Bari) |

|                                    |           |  |
| Pompetti 20’ Gerardi 23’ Bubas 69’ | Marcatori |  |

| Arbitro: | Delrio (Reggio Emilia) |

|                                   |           |                     |
| Lancini 26’ Valente 31’ Rauti 83’ | Marcatori | 9’ Bubas 76’ Matera |

| Arbitro: | Panettella (Bari) |

|               |           |                |
| Calderini 80’ | Marcatori | 45+2’ Carriero |

## Statistiche

### Statistiche di squadra
| Competizione | Punti | In casa | In casa | In casa | In casa | In casa | In casa | In trasferta | In trasferta | In trasferta | In trasferta | In trasferta | In trasferta | Totale | Totale | Totale | Totale | Totale | Totale | D.R. |
| Competizione | Punti | G       | V       | N       | P       | Gf      | Gs      | G            | V            | N            | P            | Gf           | Gs           | G      | V      | N      | P      | Gf     | Gs     | D.R. |
| ------------ | ----- | ------- | ------- | ------- | ------- | ------- | ------- | ------------ | ------------ | ------------ | ------------ | ------------ | ------------ | ------ | ------ | ------ | ------ | ------ | ------ | ---- |
| Serie C      | 23    | 18      | 4       | 2       | 12      | 12      | 24      | 18           | 1            | 6            | 11           | 15           | 31           | 36     | 5      | 8      | 23     | 27     | 55     | -28  |

### Andamento in campionato
| Giornata  | 1  | 2  | 3  | 4  | 5  | 6  | 7  | 8  | 9  | 10 | 11 | 12 | 13 | 14 | 15 | 16 | 17 | 18 | 19 | 20 | 21 | 22 | 23 | 24 | 25 | 26 | 27 | 28 | 29 | 30 | 31 | 32 | 33 | 34 | 35 | 36 | 37 | 38 |
| --------- | -- | -- | -- | -- | -- | -- | -- | -- | -- | -- | -- | -- | -- | -- | -- | -- | -- | -- | -- | -- | -- | -- | -- | -- | -- | -- | -- | -- | -- | -- | -- | -- | -- | -- | -- | -- | -- | -- |
| Luogo     | C  | T  | C  | T  | C  | T  | C  | T  | C  | –  | C  | T  | C  | T  | C  | T  | T  | C  | T  | T  | C  | T  | C  | T  | C  | T  | C  | T  | –  | T  | C  | T  | C  | T  | C  | C  | T  | C  |
| Risultato | P  | V  | P  | N  | P  | P  | P  | N  | P  | –  | P  | P  | P  | N  | N  | N  | P  | P  | P  | N  | V  | N  | V  | P  | P  | P  | P  | P  | –  | P  | P  | P  | P  | P  | V  | V  | P  | N  |
| Posizione | 18 | 16 | 19 | 15 | 18 | 19 | 19 | 17 | 18 | 19 | 19 | 19 | 19 | 19 | 19 | 19 | 19 | 19 | 19 | 19 | 18 | 19 | 18 | 19 | 19 | 19 | 19 | 19 | 19 | 19 | 19 | 19 | 19 | 19 | 19 | 19 | 19 | 19 |

Legenda:

Luogo: C = Casa; T = Trasferta. Risultato: V = Vittoria; N = Pareggio; P = Sconfitta.